# Аланис (фильм)
Аланис (исп. Alanis) — аргентинский драматический фильм 2017 года; режиссёр, соавтор сценария и сопродюсер — Анаи Бернери. Премьера фильма состоялась в сентябре 2017 года на Международном кинофестивале в Торонто в рамках программы современного мирового кино. Фильм также был показан на Международном кинофестивале в Сан-Себастьяне, где Бернери и Кастильоне получили «Серебряную раковину» за лучшую режиссуру и лучшую женскую роль соответственно. 

## Сюжет
Аланис — молодая секс-работница и мать маленького сына, которая живёт в квартире со своей подругой Гизелой. Однажды в квартиру приходят неизвестные под вымышленными именами и выдают себя за клиентов, чтобы допросить Аланис и Гизелу с намерением прекратить сдачу им квартиры в аренду и предъявить обвинения в «проституции и торговле людьми». После этого Аланис теряет квартиру, в которой работала, и её социально-экономическое положение резко ухудшается, ей приходится бороться за выживание в авторитарном обществе, которое дегуманизирует секс-работников и бедных. Несмотря на трудности, Аланис отказывается сдаваться и ей приходится столкнуться с суровостью своего положения.

## В ролях
- София Гала Кастильоне[англ.] — Аланис
- Данте Делла Паолера — Данте
- Дана Бассо — Гизела
- Сильвина Сабатер — Андреа
- Карлос Вулетич — Роман
- Эстела Гарелли — социальный работник
- Сантьяго Педреро — Сантьяго

## Критика
Аланис получил положительные отзывы кинокритиков. Агрегатор рецензий Rotten Tomatoes даёт фильму рейтинг одобрения 100% на основе 12 рецензий со средней оценкой 7,67 из 10. На сайте Todas Las Críticas, который присваивает нормализованный рейтинг на основе аргентинских рецензий, фильм имеет средневзвешенную оценку 76 из 100 по мнению 35 критиков. 